# Josef Leitgeb
Josef Leitgeb (* 17. August 1897 in Bischofshofen, Salzburg; † 9. April 1952 in Innsbruck) war ein österreichischer Schriftsteller.

## Leben
Josef Leitgeb war der Sohn eines Bahnbeamten. Er verbrachte seine Jugend in Innsbruck, wo er das Gymnasium besuchte und 1915 die Kriegsmatura ablegte. Anschließend nahm er als Angehöriger der Tiroler Kaiserjäger auf österreichisch-ungarischer Seite am Ersten Weltkrieg teil. Nach Kriegsende studierte er an der Universität Innsbruck anfangs Germanistik, wechselte dann jedoch zur Rechtswissenschaft. 1921 absolvierte er parallel zu seinem Studium eine Ausbildung zum Volksschullehrer und war ab 1922 als Lehrer in Tiroler Dorfschulen tätig. 1925 promovierte er zum Doktor der Rechtswissenschaften und heiratete Grete geb. Ritter (1903–2002). In den Zwanzigerjahren gehörte er zum Kreis der Lyriker um Ludwig von Ficker und seine Zeitschrift „Der Brenner“. Von 1929 bis 1939 war Leitgeb Hauptschullehrer in Innsbruck. Am Zweiten Weltkrieg nahm er als Hauptmann der Wehrmacht, vorwiegend in der Ukraine, teil. Nach dem Ende des Zweiten Weltkriegs wurde ihm das Amt eines Stadtschulinspektors in Innsbruck übertragen.
Josef Leitgebs Werk besteht überwiegend aus Gedichten. Seine Naturlyrik ist stark an traditionellen Formen orientiert und beeinflusst von Leitgebs großem Vorbild Georg Trakl. Daneben schrieb Leitgeb zwei Romane sowie zwei autobiografische Bücher: „Das unversehrte Jahr“ handelt von einer ländlichen Kindheit vor dem Ersten Weltkrieg, „Am Rande des Krieges“ hat Leitgebs Aufenthalt in der Ukraine zum Thema. Josef Leitgeb, der auch aus dem Französischen übersetzte, erhielt 1950 den Großen Österreichischen Staatspreis für Literatur. Er liegt auf dem Friedhof in Innsbruck-Mühlau begraben.

## Werke
- Gedichte, Innsbruck 1922
- Kinderlegende, Berlin 1934
- Musik der Landschaft, Berlin 1935
- Heimkehr (Christian und Brigitte), Berlin 1936
- Läuterungen, Salzburg [u. a.] 1938
- Tirol und Vorarlberg, Berlin 1939
- Brief über den Süden, Mainz 1941
- Am Rande des Krieges, Berlin 1942
- Trinkt, o Augen, Wien 1942
- Vita somnium breve, München 1943
- Von Blumen, Bäumen und Musik, Salzburg 1947
- Das unversehrte Jahr, Salzburg 1948
- Kleine Erzählungen, Graz [u. a.] 1951
- Lebenszeichen, Salzburg 1951
- Sämtliche Gedichte, Salzburg 1953
- Abschied und fernes Bild, Salzburg 1959
- Ehe es Nacht wird, Graz [u. a.] 1961

## Übersetzungen
- Antoine de Saint-Exupéry: Brief an einen Ausgelieferten, Boppard a. Rh. 1948
- Antoine de Saint-Exupéry: Der kleine Prinz, Bad Salzig 1950 (übersetzt zusammen mit Grete Leitgeb)